# Кеяну (комуна)
Кеяну (рум. Căianu) — комуна у повіті Клуж в Румунії. До складу комуни входять такі села (дані про населення за 2002 рік):
- Берей (314 осіб)
- Вайда-Кемераш (919 осіб)
- Велень (196 осіб)
- Кеяну-Ваме (322 особи)
- Кеяну-Мік (218 осіб)
- Кеяну (598 осіб) — адміністративний центр комуни

Комуна розташована на відстані 311 км на північний захід від Бухареста, 24 км на схід від Клуж-Напоки.

## Населення
За даними перепису населення 2002 року у комуні проживали 2567 осіб.
Національний склад населення комуни:
| Національність | Кількість осіб | Відсоток |
| -------------- | -------------- | -------- |
| румуни         | 1541           | 60,0%    |
| угорці         | 978            | 38,1%    |
| цигани         | 48             | 1,9%     |

Рідною мовою назвали:
| Мова      | Кількість осіб | Відсоток |
| --------- | -------------- | -------- |
| румунська | 1594           | 62,1%    |
| угорська  | 970            | 37,8%    |
| циганська | 3              | 0,1%     |

Склад населення комуни за віросповіданням:
| Релігія            | Кількість осіб | Відсоток |
| ------------------ | -------------- | -------- |
| православні        | 1408           | 54,9%    |
| реформати          | 580            | 22,6%    |
| адвентисти         | 403            | 15,7%    |
| п'ятдесятники      | 37             | 1,4%     |
| баптисти           | 20             | 0,8%     |
| римо-католики      | 7              | 0,3%     |
| унітарії           | 3              | 0,1%     |
| греко-католики     | 1              | < 0,1%   |
| не релігійні       | 1              | < 0,1%   |
| не вказали релігію | 2              | 0,1%     |